# John Adams Institute
Het John Adams Institute in Amsterdam is sinds 1987 een Nederlandse, onafhankelijke non-profit stichting die prominente sprekers uit de Verenigde Staten in Nederland presenteert. In deze lezingen komen politiek, literatuur, geschiedenis, journalistiek, economie en andere onderwerpen aan de orde die een blik werpen op het voortdurend verschuivende culturele landschap van de Verenigde Staten.
Het John Adams Institute is ook actief binnen scholen. Zo organiseert het de Quincy Club. Dit is een programma dat een Amerikaans onderwerp behandelt voor Nederlandse middelbare scholieren en hen leert hoe de Amerikaanse maatschappij omgaat met vergelijkbare thema’s.
Het instituut is genoemd naar John Adams, de tweede president van de Verenigde Staten.
Het instituut is gevestigd in het West-Indisch Huis (Amsterdam) aan de Herenmarkt.

## Directie
- 1991 - 2000: Anne Wertheim
- 2001 - 2005: Monique Knapen
- 2006 - 2007: Corine Krijgsman
- 2008 - 2013: Russell Shorto
- 2013 - heden: Tracy Metz

## Sponsors en Corporate Members
- Holland-America Friendship Foundation
- AEGON
- Postcode Loterij
- Wolters Kluwer
- ABN Amro
- CLVN US-Dutch Tax & Financial Planning
- American Tower
- Clifford Chance
- KLM
- Limes
- Amsterdam Business School